# Sercus
 Sercus là một xã ở tỉnh Nord ở miền bắc nước Pháp. Xã này có diện tích 4,98 kilômét vuông, dân số năm 1999 là 343 người. Xã nằm ở khu vực có độ cao trung bình 45 mét trên mực nước biển.